# Miss Bolivia 2004
La 25.ª edición del certamen Miss Bolivia, correspondiente al año 2004, se realizó en los flamantes salones del Bingo Bahiti en la ciudad de Santa Cruz de la Sierra, el 10 de septiembre de 2004. Concursantes de los nueve departamentos bolivianos y el Litoral, compitieron por este título de belleza. Al finalizar la velada, la Miss Bolivia 2003, Gabriela Oviedo Serrate, entregó la corona a su sucesora.
La ganadora representará al país en el certamen del Miss Universo 2005, también se coronará a Miss Bolivia Mundo y Miss Bolivia Internacional.

## Resultados Finales
| Resultado Final            | Departamento       | Candidata               |
| -------------------------- | ------------------ | ----------------------- |
| Miss Bolivia Universo      | - Srta. Santa Cruz | Andrea Abudinen Richter |
| Miss Bolivia Mundo         | - Miss Beni        | Nuvia Montenegro        |
| Miss Bolivia Internacional | - Miss Tarija      | Vanessa Morón           |
| Primera Finalista          | - Miss Cochabamba  | Monserrat Pol           |
| Segunda Finalista          | - Miss Santa Cruz  | Paola Moreno            |
| Tercera Finalista          | - Miss Litoral     | Viviana Arismendy       |

## Jurado
- Bernardo Canelas – Gerente Administrativo del Diario los Tiempos
- Jimena Álvarez – Viceministra de Turismo
- Drago Komadina – Director de American Airlines
- Jenny Vaca Paz – Ex Miss Bolivia 1999
- John Torres – Gerente General de la Empresa Unilever Andina
- Brook Mahealani Lee – Miss Universo 1997 y la virreina del certamen Sra. Internacional

## Candidatas Oficiales
- 20 candidatas de los 9 departamentos de País concursaron por la corona del  Miss Bolivia 2004

| Candidata        | Nombre                        | Edad    | Altura | Estudios                                 |
| ---------------- | ----------------------------- | ------- | ------ | ---------------------------------------- |
| Miss Beni        | María Nuvia Montenegro        | 17 años | 1,79 m | Estudiante de 4.º de Secundaria          |
| Srta. Beni       | Priscila Leigue               | 20 años | 1,71 m | Estudiante de Derecho                    |
| Miss Cerro Rico  | Mónica Espinoza               | 18 años | 1,76 m | Estudiante de Bioquímica                 |
| Miss Cochabamba  | Monserrat Pol                 | 22 años | 1,76 m | Abogada                                  |
| Srta. Cochabamba | Karen Antequera               | 20 años | 1,80 m | Estudiante de Derecho                    |
| Miss Chuquisaca  | Cinthia Taboada               | 26 años | 1,66 m | Egresada de Derecho                      |
| Srta. Chuquisaca | Viviana Miranda               | 23 años | 1,74 m | Estudiante de Odontología                |
| Miss La Paz      | Adriana Gonzales              | 18 años | 1,78 m | Estudiante de 4.º de secundaria          |
| Srta. La Paz     | Karen Rivera                  | 19 años | 1,70 m | Estudiante de Fisioterapia               |
| Miss Litoral     | Viviana Arismendy             | 20 años | 1,73 m | Estudiante de Comercio Internacional     |
| Srta. Litoral    | Mery Balcazar                 | 19 años | 1,73 m | Estudiante de Ingeniería Comercial       |
| Miss Oruro       | Carmen Medrano                | 19 años | 1,70 m | Estudiante de Odontología                |
| Srta. Oruro      | Jael Álvarez                  | 21 años | 1,73 m | Estudiante de Administración de Empresas |
| Miss Pando       | Stefanie Coelho               | 18 años | 1,76 m | Estudiante de Odontología                |
| Miss Potosí      | Ligia Gutiérrez               | 18 años | 1,76 m | Estudiante de Ingeniería de Sistemas     |
| Srta. Potosí     | María Jesús Durán             | 18 años | 1,67 m | Estudiante de Derecho                    |
| Miss Santa Cruz  | Paola Moreno                  | 22 años | 1,77 m | Egresada de Administración de Empresas   |
| Srta. Santa Cruz | Paola Andrea Abudinen Richter | 20 años | 1,71 m | Estudiante de Administración de Empresas |
| Miss Tarija      | Vanessa Morón                 | 20 años | 1,76 m | Estudiante de Administración de Empresas |
| Srta. Tarija     |                               |         |        |                                          |

| Predecesor: Miss Bolivia 2003 | Miss Bolivia 2004 29 de septiembre de 2004 | Sucesor: Miss Bolivia 2005 |

- Datos: Q20994934